# Terra de Altemburgo
Terra de Altemburgo (em alemão:  Altenburger Land é um distrito (kreis ou landkreis) da Alemanha localizado no estado da Turíngia.

## Cidades e municípios
| Cidades livres                                             | Municípios livres                                                                        |
| ---------------------------------------------------------- | ---------------------------------------------------------------------------------------- |
| 1. Altenburg 2. Gößnitz 3. Lucka 4. Meuselwitz 5. Schmölln | 1. Dobitschen 2. Göpfersdorf 3. Heyersdorf 4. Langenleuba-Niederhain 5. Nobitz 6. Ponitz |

| Verwaltungsgemeinschaften | Verwaltungsgemeinschaften                                                             | Verwaltungsgemeinschaften                                                                               |
| --- | ------------------------------------------------------------------------------------- | --- |
| - 1. Oberes Sprottental (sede em Nöbdenitz) 1. Heukewalde 2. Jonaswalde 3. Löbichau 4. Posterstein 5. Thonhausen 6. Vollmershain | - 2. Pleißenaue 1. Fockendorf 2. Gerstenberg 3. Haselbach 4. Treben1 5. Windischleuba | - 3. Rositz 1. Göhren 2. Göllnitz 3. Kriebitzsch 4. Lödla 5. Mehna 6. Monstab 7. Rositz1 8. Starkenberg |
| 1sede do Verwaltungsgemeinschaft                                                                                                 |                                                                                       | |